# Prunus oligantha
Prunus oligantha — вид квіткових рослин з родини трояндових (Rosaceae). Ареал охоплює такі країни: Індонезія (Папуа), Папуа Нова Гвінея.

## Середовище
Росте в гірських лісах на висотах нижче 1800 метрів. Загрози для виду невідомі та потребують дослідження.

## Морфологічний опис
Це невелике дерево з низькорослою верхівкою (рідко перевищує 15 метрів заввишки).